# Język pazande
Język pazande, także asande, azande, badjande, bazenda, sande, zande i zandi – najbardziej rozpowszechniony język zande z adamawa-ubangi, podgrupy języków nigero-kongijskich. Jest używany jako pierwszy język przez plemię Azande, głównie w północno-wschodniej części Demokratycznej Republiki Konga oraz zachodniej części Sudanu Południowego i na wschodzie Republiki Środkowoafrykańskiej.
W XVIII wieku powszechnie używany jako regionalny język wehikularny i handlowy, od tego czasu stracił na znaczeniu na rzecz języków urzędowych DR Konga – swahili, lingala i języka francuskiego, Sudanu Południowego – arabskiego i angielskiego oraz sango i francuskiego w Republice Środkowoafrykańskiej.
Jest to relatywnie dobrze poznany język. W 1928 roku ustanowiono ortografię języka pazande. Istnieje literatura w języku pazande, m.in. słownik języka pazande i gramatyki opisowe. W roku 2020 ukazał się pierwszy przekład Pisma Świętego w tym języku.
Pazande jest językiem tonalnym, stosującym szyk wyrazów SVO (Subject Verb Object). Język stosuje cztery rodzaje gramatyczne: 
- rodzaj męski (dla określenia ludzi dorosłych)
- rodzaj żeński (dla określenia ludzi dorosłych)
- rodzaj ożywiony (dla określenia żywych istot innych niż ludzie dorośli, np. dzieci i zwierząt)
- rodzaj nieożywiony